# Joe Hoeffel
Joseph Merrill Hoeffel III dit Joe Hoeffel, né le 3 septembre 1950 à Philadelphie, est un homme politique américain. Membre du Parti démocrate, il représente notamment la Pennsylvanie à la Chambre des représentants des États-Unis de 1999 à 2015.

## Biographie

### Études et débuts en politique
Joe Hoeffel est diplômé de l'université de Boston en 1972. Il fait partie de la United States Army Reserve de 1970 à 1976.
En 1977, il entre à la Chambre des représentants de Pennsylvanie, où il représente Abington. Il choisit de ne pas se représenter en 1984 et le républicain Jon D. Fox (en) lui succède. En 1984 et 1986, il se porte candidat à la Chambre des représentants des États-Unis mais il est facilement battu par le républicain Lawrence Coughlin (en). Il est diplômé d'un juris doctor de l'université Temple en 1986.
À partir de 1992, Hoeffel est élu commissaire du comté de Montgomery dans la banlieue de Philadelphie.

### Représentant des États-Unis
En 1996, il se représente à la Chambre des représentants fédérale, toujours dans le 13e district de Pennsylvanie qui comprend l'essentiel du comté de Montgomery. Il est battu par le républicain sortant Jon D. Fox de seulement 84 voix sur 250 000 suffrages exprimés. L'élection est la plus serrée du pays.
Hoeffel prend sa revanche deux ans plus tard, en rassemblant 51,5 % des suffrages et devançant Fox de cinq points. Il est réélu avec 52,8 % des voix en 2000 et 50,9 % en 2002.
Hoeffel quitte la Chambre des représentants pour se présenter aux élections sénatoriales américaines de 2004. Même si John Kerry remporte la Pennsylvanie, Hoeffel est distancé par le sénateur républicain modéré Arlen Specter (42 % des voix contre 53 %). Il quitte le Congrès des États-Unis en janvier 2005.

### Après le Congrès
Hoeffel retrouve le conseil des commissaires du comté de Montgomery (en anglais : Montgomery County Board of Commissioners) de 2008 à 2012 et en devient président en décembre 2011.
En 2010, il est candidat au poste de gouverneur de Pennsylvanie mais termine en quatrième position de la primaire démocrate avec 12 % des suffrages. Il devient par la suite enseignant à l'université Temple.
En 2018, une décision de justice redécoupe les circonscriptions de Pennsylvanie au Congrès. Hoeffel décide alors de se présenter aux élections de novembre 2018 dans le nouveau 4e district, une circonscription favorable aux démocrates et sans élu sortant. Il n'arrive cependant qu'en troisième position de la primaire démocrate, largement distancé par la représentante d'État Madeleine Dean qui rassemble plus de 70 % des voix.